# Draft NFL 1982
Il Draft NFL 1982 si è tenuto dal 28 al 29 aprile 1982. All'epoca del draft, i Raiders erano ancora gli Oakland Raiders: si trasferirono a Los Angeles nel maggio 1982. La lega tenne anche un draft supplementare prima dell'inizio della stagione regolare.

## Primo giro
|  | = Pro Bowler |

|  | = Hall of Famer |

| Pick # | NFL Team             | Player             | Position           | College                      |
| ------ | -------------------- | ------------------ | ------------------ | ---------------------------- |
| 1      | New England Patriots | Kenneth Sims       | Defensive end      | Texas                        |
| 2      | Baltimore Colts      | Johnie Cooks       | Outside linebacker | Mississippi State            |
| 3      | Cleveland Browns     | Chip Banks         | Outside linebacker | USC                          |
| 4      | Baltimore Colts      | Art Schlichter     | Quarterback        | Ohio State                   |
| 5      | Chicago Bears        | Jim McMahon        | Quarterback        | Brigham Young                |
| 6      | Seattle Seahawks     | Jeff Bryant        | Defensive End      | Clemson University           |
| 7      | Minnesota Vikings    | Darrin Nelson      | Running back       | Stanford University          |
| 8      | Houston Oilers       | Mike Munchak       | Guardia            | Penn State                   |
| 9      | Atlanta Falcons      | Gerald Riggs       | Running Back       | Arizona State                |
| 10     | Los Angeles Raiders  | Marcus Allen       | Running Back       | USC                          |
| 11     | Kansas City Chiefs   | Anthony Hancock    | Wide receiver      | University of Tennessee      |
| 12     | Pittsburgh Steelers  | Walter Abercrombie | Running Back       | Baylor University            |
| 13     | New Orleans Saints   | Lindsay Scott      | Wide Receiver      | University of Georgia        |
| 14     | Los Angeles Rams     | Barry Redden       | Running Back       | University of Richmond       |
| 15     | Detroit Lions        | Jimmy Williams     | Outside Linebacker | University of Nebraska       |
| 16     | St. Louis Cardinals  | Luis Sharpe        | Offensive tackle   | UCLA                         |
| 17     | Tampa Bay Buccaneers | Sean Farrell       | Guard              | Penn State                   |
| 18     | New York Giants      | Butch Woolfolk     | Running Back       | University of Michigan       |
| 19     | Buffalo Bills        | Perry Tuttle       | Wide Receiver      | Clemson University           |
| 20     | Philadelphia Eagles  | Mike Quick         | Wide Receiver      | North Carolina State         |
| 21     | Denver Broncos       | Gerald Willhite    | Running Back       | San Jose State University    |
| 22     | Green Bay Packers    | Ron Hallstrom      | Guard              | University of Iowa           |
| 23     | New York Jets        | Bob Crable         | Linebacker         | Notre Dame                   |
| 24     | Miami Dolphins       | Roy Foster         | Guard              | USC                          |
| 25     | Dallas Cowboys       | Rod Hill           | Defensive back     | Kentucky State University    |
| 26     | Cincinnati Bengals   | Glen Colins        | Defensive End      | Mississippi State University |
| 27     | New England Patriots | Lester Williams    | Nose tackle        | University of Miami          |